# Johannes II
Johannes II, född Mercurius i Rom, död där 8 maj 535, var påve från den 2 januari 533 till sin död, den 8 maj 535. 

## Biografi
Johannes II hette Mercurius innan han blev påve, var romare och presbyter vid kyrkan San Clemente. Han valdes den 2 januari 533 till påve efter en häftig valstrid och ett interregnum på två månader. Han verkar ha varit den förste påve som antog ett påvenamn, vilket han synes ha gjort eftersom hans namn hyllade en hednisk gud.
Under företrädaren Bonifatius II utfärdade den romerska senaten sitt sista dekret (Senatus Consultum) i historien, då den fördömde simonin i påveval. Ostrogoternas kung Atalarik godkände dekretet och lät det bli ingraverat i marmor i Peterskyrkan samma år Johannes blev påve, 533. Johannes hade ett gott förhållande till arianen Atalarik under hela sitt pontifikat. Liber Pontificalis uppger därtill att han mottog dyrbara gåvor och bekännelse om sin ortodoxa tro från kejsaren Justinianus I, detta trots att Johannes invecklades i de monofysitiska stridigheterna mot Bysantinska riket. 
Han lät inspärra biskop Contumeliosus av Riez för äktenskapsbrott i ett kloster och utnämnde Caesarius av Arles till ställföreträdare - den första yttringen av påvens myndighet på detta område.
År 535 höll Johannes ett koncilium i Karthago om hur kyrkan skulle förhålla sig till arianismen, dit 270 biskopar anlände, men han avled under mötets gång, den 8 maj 535, och frågan överfördes därför till hans efterträdare Agapetus I.
Johannes är begravd i Peterskyrkan.